# Aventis
Aventis était un groupe agrochimique (Aventis Cropscience basé à Lyon) et pharmaceutique européen né en 1999 de la fusion de l'Allemand Hoechst, du Français Rhône-Poulenc, des Américains Rorer et Marion et du Britannique Fisons.
En 2002, Bayer AG acquiert la branche agronomique d'Aventis (Aventis CropScience). Celle-ci devient alors Bayer CropScience AG. Cette branche s'occupe d'agrochimie (entre autres de pesticides comme le Gaucho) et de semences génétiquement modifiées : céréales, coton, etc.
En 2004, la seconde branche pharmaceutique fusionne avec le groupe Sanofi-Synthélabo pour devenir Sanofi Aventis.
Aventis était basé à Schiltigheim au nord de Strasbourg et était coté à la bourse de Paris entrant dans la composition de l'indice CAC 40.

## Une vision franco-allemande

### Recentrage de l'activité
La stratégie de regroupement des deux groupes eut comme effet une réorganisation des activités vers la pharmacie en se délestant des activités annexes moins rentables et stratégiques comme la Chimie et l'agrochimie.

### Cession d'actifs

#### La fin de la chimie
Les activités chimiques de Rhône-Poulenc furent regroupées en 1998 dans le groupe Rhodia, et celles d'Hoechst dans les groupes Celanese, Clariant et Herberts tous revendus avant la fusion.

#### La fin de l'agrochimie
Ainsi les activités d'agrochimie furent regroupées dans la société Aventis Crop Science, basée à Lyon et revendues 7,25 milliards d'euros en 2001 au groupe Bayer, pour former Bayer Crop Science,.

## Création de Sanofi-Aventis

Logo de Sanofi-Aventis de 2005 à 2011

### Une OPA hostile
En janvier 2004, Sanofi-Synthélabo a lancé une offre publique d'achat (OPA) hostile sur Aventis. Les dirigeants d'Aventis se sont d'abord déclarés réfractaires à l'offre de Sanofi-Synthélabo et le groupe suisse Novartis a fait croire qu'il allait lancer une proposition de rachat. Le 25 avril 2004, le conseil de surveillance d'Aventis a finalement annoncé qu'il acceptait l'offre améliorée de Sanofi-Synthélabo. Le groupe devient officiellement Sanofi Aventis le 1er janvier 2005, renommé Sanofi, en 2011.